# Saphirnews
Saphirnews est un site en ligne d'information généraliste sur l'actualité des musulmans de France. Son créateur et directeur de la rédaction est Mohammed Colin. Sa rédactrice en chef est Hanan Ben Rhouma.

## Histoire
Mohammed Colin, né d'un père catholique non pratiquant d'origine bretonne et d'une mère française d'origine algérienne, découvre l'islam par le mouvement tablîgh, puis s'ouvre au soufisme et crée le site Saphirnews en 2002,,. « Pas pour donner la bonne parole religieuse, mais pour faire changer le regard sur l'islam ». La rédactrice en chef de Saphirnews est Hanan Ben Rhouma.
En septembre 2008, Mohammed Colin lance un mensuel gratuit, Salamnews. Sa rédactrice en chef est Huê Trinh Nguyên, également journaliste à Saphirnews, docteure de l'EHESS, convertie et militante pour les droits des femmes.
En 2012, la fréquentation de Saphirnews est de 300 000 visiteurs uniques par mois.

## Analyse
Selon la sociologue Anne-Sophie Lamine, Saphirnews est un média qui informe sur la vie des musulmans, et cible aussi bien un public musulman qu'un public  « qui s’intéresse au fait musulman » ; «divers indices, écrit-elle, montrent la reconnaissance croissante de Saphirnews comme source d’information fiable par des partenaires d’autres médias et plus largement par des journalistes généralistes».
Saphirnews reflète la diversité des tendances au sein de l'islam. En tant que média de minorité, Saphirnews ne n'apparaît pas comme un média «contre-hégémonique» mais plutôt comme un média spécialisé.